# Парк культуры и отдыха имени 30-летия Победы
Парк культуры и отдыха им. 30-летия Победы — парк города Омска, расположенный на Левобережье Иртыша рядом с Ленинградским мостом и через дорогу от природного парка «Птичья гавань». С февраля 2015 года имеет статус особо охраняемой природной территории местного значения. Площадь парка вместе с Кировским островом составляет 268 га. Значительную её часть занимает единый зелёный массив, также имеется комплекс памятников, включая Вечный огонь и памятник «Мать-сибирячка».

## История
Территория будущего парка сформировалась в том числе под влиянием строительства Ленинградского моста. 
Проектное задание по строительству парка было утверждено 23 июня 1950 года. По проекту, разработанному московским институтом «Гиппрокоммунстрой» (архитекторы В.Н.Антонинов и Г.Д.Воронова), на левом берегу Иртыша по обе стороны от Ленинградского моста, предполагалось сооружение Центрального парка культуры и отдыха, получившего на стадии проектирования условное название «омские Лужники».
Проектом предполагалось, что парк протянется вдоль берега Иртыша на 2,5 км а площадь его составит 207 га. В парке было запланировано размещение кинотеатра, летнего театра, массового поля для карнавалов и состязаний, стадиона с трибунами на 10 000 зрителей, зоны аттракционов, спортивного сектора с малыми спортивными площадками. Самая большая территория в парке отводилась зоне «тихого» отдыха в тенистых аллеях, декоративных рощах и на солнечных полянах парка, оформленных в свободной планировке. Жемчужиной парка должна была стать система водных потоков и озер площадью 7 гектаров, украшенных искусственными горками и островами.
Первые 30 тысяч деревьев и кустарников были высажены на месте будущего парка осенью 1959 года.
В 1962—1968 годах здесь был организован питомник Горзеленстроя, для которого был привезён чернозём. 
Решением Омского горисполкома от 6 мая 1975 года №215 парку было присвоено имя 30-летия Победы.
9 мая 1975 года в парке был торжественно открыт мемориальный комплекс воинам-сибирякам - защитникам Родины в Великой Отечественной войне. Авторы проекта мемориального комплекса – скульптор Д.Б. Рябичев и архитектор Н.А. Ковальчук, рельефы на гранитных монолитах выполнены по эскизам В. И. Циммерлинга. Авторы чертежей комплекса – архитектор М.М. Хахаев и инженер И.Ф. Ходженко.
В 1979—1981 годах уровень грунта поднялся из-за гидропульпы из Иртыша. У водоёмов на территории парка сформировались берега.
В 1996 году в парке была возведена часовня, освященная во имя трех святых воинов Руси: Георгия Победоносца, Александра Невского и Дмитрия Донского. 
22 февраля 2005 года в парке торжественно открыт мемориал «Сыновьям Омской земли, выполнившим свой воинский долг перед Отечеством» (автор проекта - омский архитектор и дизайнер И.А. Вахитов.)

## Культура и досуг
Здесь начиналось развитие омского ролевого движения и проходит фестиваль воинской культуры «Щит Сибири».
В 2005 году в связи с реконструкцией и отсутствием творческих работников в парке было проведено только одно мероприятие. В апреле 2009 года, по инициативе национально-культурной общественности Омска, на территории парка состоялась высадка аллеи Дружбы народов.